# إيلين إدواردز (لاعبة ألعاب قوى)
إيلين وينيفريد إدواردز (المولودة في 31 مارس 1903، والمُتوفاة في 14 فبراير 1988) هي لاعبة ألعاب قوى إنجليزية متخصصة في سباقات العدو السريع. سجلت إيلين 18 رقمًا قياسيًا عالميًا أو أوقاتًا رائدة عالميًا عبر مسافات مختلفة من العدو السريع.

## مهنة ألعاب القوى
حطمت إيلين الرقم القياسي العالمي لمسافة 220 ياردة في عام 1924 في 26.2 ثانية، ثم حققت 26.0 ثانية في عام 1926 و25.4 ثانية في عام 1927 في سباق مسافة 200 متر. سجلت إيلين أول رقم قياسي عالمي لها في سباق 250 مترًا في عام 1924 وتحسنت إلى 33.4 عندما فازت بالميدالية الذهبية في دورة الألعاب العالمية للسيدات عام 1926 في جوتنبرج. وكانت في نفس البطولة جزءًا من الفريق الذي سجل الرقم القياسي العالمي الذي فاز بسباق التتابع 4 × 110 ياردة (مع دوروثي سكولر وفلورنس هاينز وروز طومسون). كما سجلت رقمًا قياسيًا عالميًا في مسافة 440 ياردة في عام 1924 بزمن قدره 60.8 ثانية.

## الحياة الشخصية
وُلدت إيلين في ويلسدن بلندن في إنجلترا في 31 مارس 1903 لأبوين هما سيدني جورج إدواردز ولاتيتيا هنريتا إدواردز (المعروفة باسم كارترايت). واصلت إيلين بعد تقاعدها إدارة مدرسة ركوب الخيل في ستوبورو بدورست. تُوفيت في 14 فبراير 1988 في ويرهام بدورست في إنجلترا، عن عمر يناهز 84.